# マフサティー
マフサティー（ペルシア語: مهستی, ラテン文字転写: Mahsatī）はマフサティー・ガンジャヴィー（ペルシア語: مهستی گنجوی, ラテン文字転写: Mahsatī Ganjavī）としても知られ、12世紀初めのペルシア詩人で、古典期ペルシア文学において特に有名な女性詩人の一人である。ガンジャ出身と考えられ、セルジューク朝第8代スルターンのサンジャルの傍にあったといわれる。マフサティー作とされる詩のほとんどは、四行詩ルバーイーで、その多くが恋愛をうたった詩である。マフサティーは、ロマンス叙事詩の主人公となっていることでも知られ、その物語の中では、恋人との間で嘆かわしい恋の詩を贈り合った女性として描かれている。

## 人物

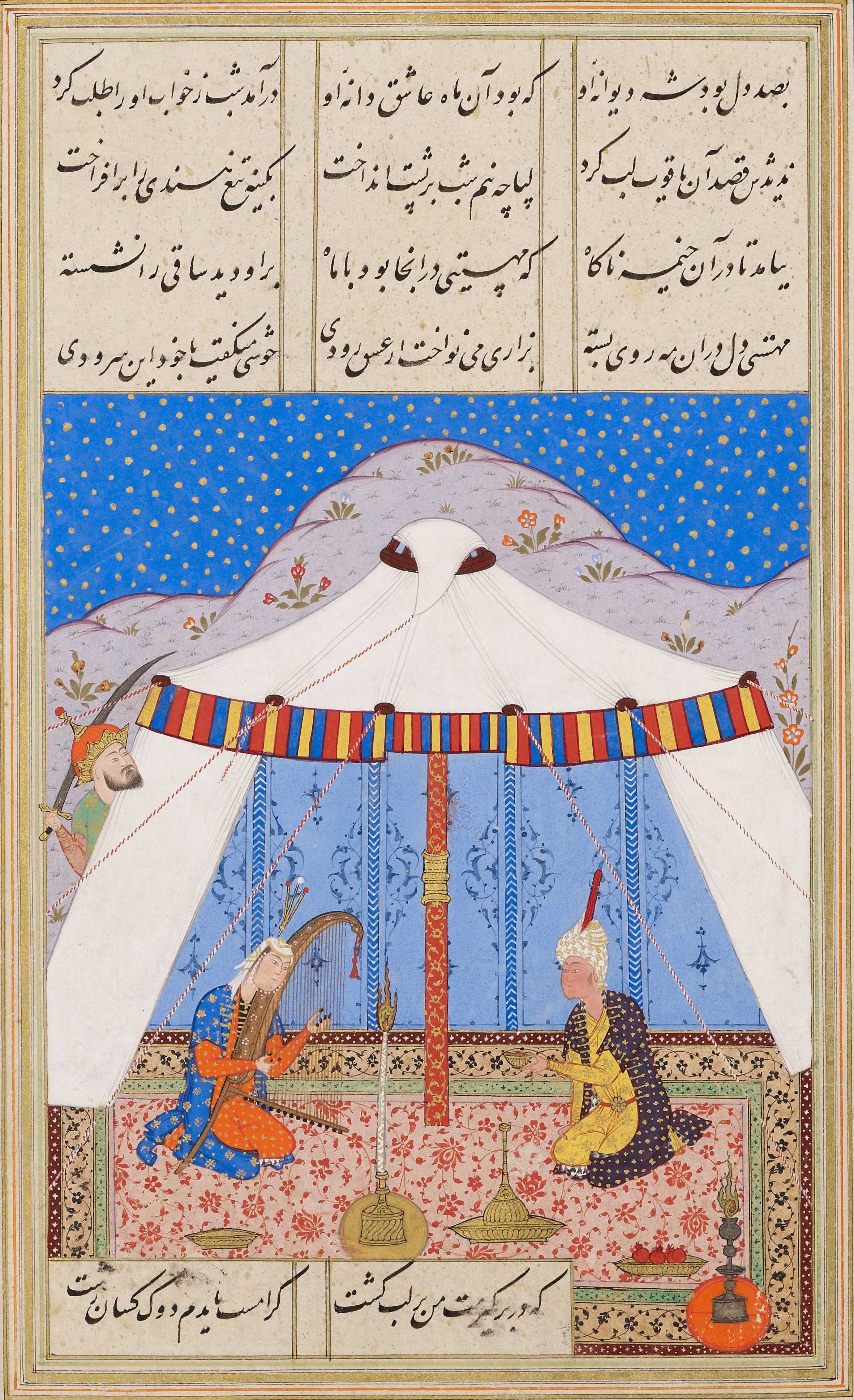
天幕でマフサティーを驚かせるスルターン・サンジャル（“Majālis al-ʻushshāq”より）

マフサティーの生涯について、史料からわかっていることは僅かしかなく、歴史的真実と伝説のあわいに存在するような人物である。これまでの研究によれば、マフサティーは1089年頃にガンジャで誕生し、1160年頃に亡くなり、生涯ガンジャで暮らしたものとみられる。マフサティーは高い教養を備え、中近東の文学に精通した多才な詩人であった。また、音楽の素養もあり、竪琴（チャング）などの楽器を弾きこなし、歌も上手であると伝わり、ガンジャを勢力下においたセルジューク朝のマフムード2世、サンジャルといったスルターンの宮廷で愛顧された。マフサティーはまた、チェスをする女性として最古の記述がなされている人物でもある。中世においてチェスは支配階級の基本的な教養の一つであり、王侯貴族、軍人、知識人はチェスをたしなんだ。マフサティーもチェスに通じていたことが、詩の中にチェス用語を織り込んでいたことからうかがえる。
ハムドゥッラー・ムスタウフィー・カズヴィーニーの年代記『選史』では、マフサティーは第6章第5節、ガンジャの詩人イブン・ハティーブ（タージュッディーン・アフマド）の項に登場する。マフサティーとイブン・ハティーブは恋人で、詩を贈り合っておりそのやりとりがたいへん刺激的であると記され、後に結婚したことが示唆されている。
ファリードゥッディーン・アッタールの『神の書』では、第14章の第16話をマフサティーとスルターン・サンジャルの逸話に充てている。ここでは、スルターンのお気に入りで、竪琴を奏で詩句を歌うマフサティー像が描かれる。また、アッタールはマフサティーに「宮廷書記（dabīr あるいは dabīra）」の称号を添えているが、この“dabīr”は単なる筆記者に止まらず、広義には学ある者を意味し、学識、詩才、文才などに天与の資質を備えていると、マフサティーを評価していたものとみられる。
同郷の大詩人ニザーミーは、叙事詩『ホスローとシーリーン』の中でマフサティーを称える文句を記しており、12世紀の頃からマフサティーは注目され評価されていたことがうかがえる。
マフサティーについて、最も多くの情報を含むのは、逸名著者によって13世紀に記されたロマンス叙事詩“Amīr Aḥmad u Mahsatī”（マフサティーとアミール・アフマド）である。この叙事詩は、マフサティーにまつわる伝説と、実在の人物と、マフサティー作とされる詩を織り交ぜて、マフサティーとその恋人についての物語を詳述するが、歴史と伝説、事実と創作が入り混じっているので、出来事の信憑性には疑問符が付く。

### 名前
「マフサティー（Mahsatī）」の名前の正確な発音は、伝わっていない。子音の“Mhsty”から最も妥当な解釈として“Mahsatī”が採用されているが、“Mahastī”、“Mihastī”、“Mihsati”、“Mihsitī”などの呼び方も提示されている。アッタールの『神の書』でも「マハスティー」となっている。マフサティーという名前は雅号で、本名はマニジャ（Manija）であるとも言われる。マフサティーの語源は、ペルシア語で「偉大な」を意味する“meh”（“mih”）と「淑女」を意味する“setī”（“satī”、“sitī”）の組み合わせ、或いは「月」を意味する“mah”と“setī”の組み合わせと考えられる。

## 作品・評価

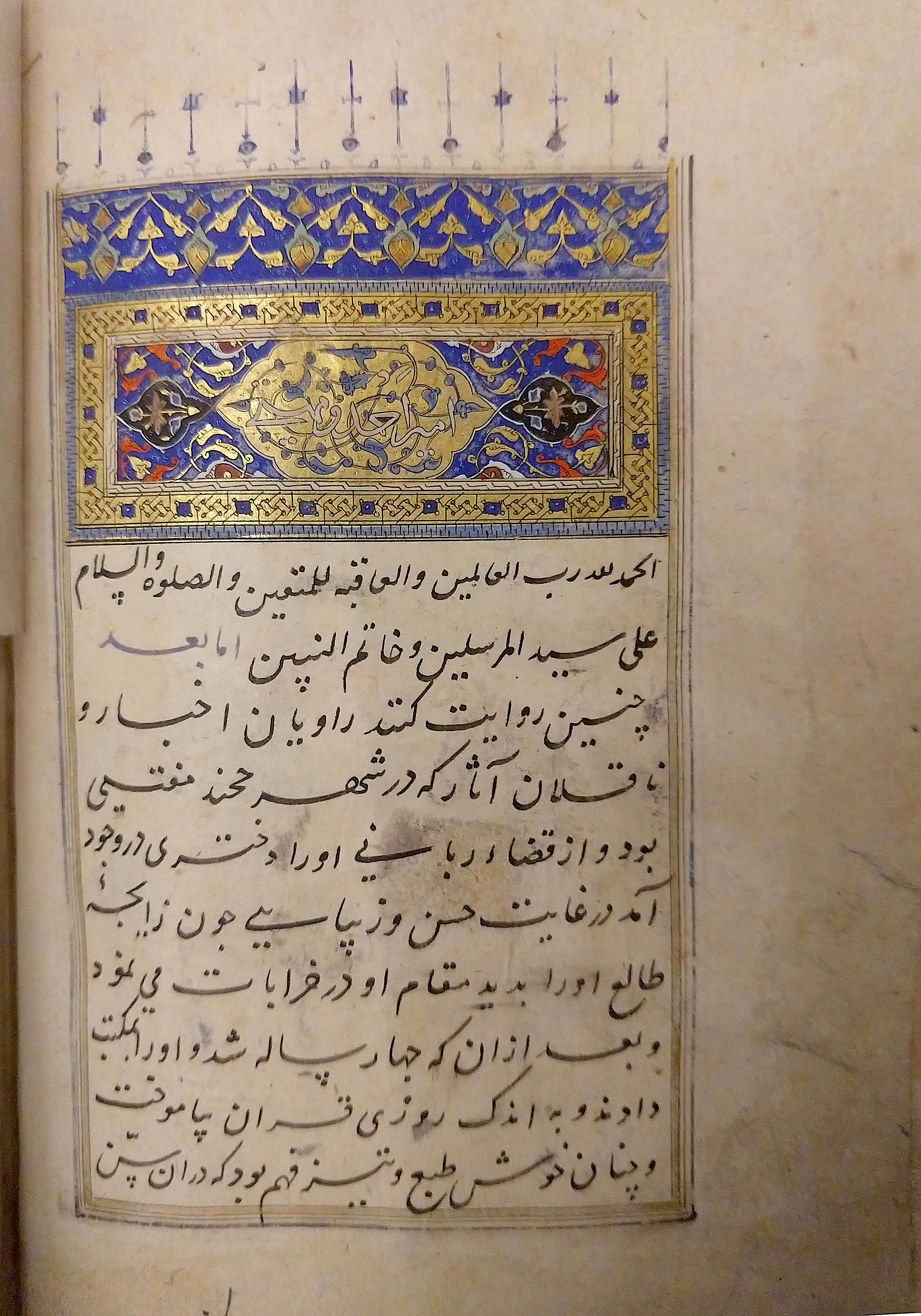
逸名著者によるロマンス叙事詩“Amīr Aḥmad u Mahsatī”の冒頭（1462年写本）

マフサティーの詩は、叙情詩もいくつか存在するが、そのほとんどが四行詩ルバーイーである。マフサティーは、ペルシア語詩壇におけるルバーイーの先駆者として位置づけられる。2020年の段階で、マフサティー作とされるルバーイーは300以上に上る。
マフサティーの時代、詩人が文学的な普遍性を獲得しようとしたときに選択する形式は、カスィーダ（頌詩）であった。ニザーミーやハーカーニーといった同時代の大詩人もそうであったように、カスィーダを作るがルバーイーも作るという詩人が多かった中で、マフサティーはカスィーダを作らずルバーイーばかり作る、独自の道を行った。身分や性別による不平等を是認した上に成り立つ宮廷文学の模範的ジャンルであるカスィーダに対し、それと並行しつつも抗うルバーイーは、社会の不平等や偽善を暴くことに関心があったマフサティーの作詩に適したジャンルであることが、マフサティーが専らルバーイーを作った理由の一つとされる。
マフサティーのルバーイーは、“shahrāshūb”あるいは“shahrangīz”という詩のジャンルのものが、ことによく知られている。shahrāshūb は市井の商人や職人のもとで働く少年に宛てた恋心を綴る短い叙情詩で、凝った地口であったり、性的なほのめかしであったりを駆使して、少年たちを讃えたりからかったりする類のものである。このジャンルで傑出していたマフサティーは、みだらという評判を得たが、際どい比喩表現への志向もマフサティーへの敬意を損なうことはなかった。
マフサティーの詩の中心的な主題は、愛である。愛によって生じる葛藤、不安や希望、めぐり逢う喜び、離別の痛みなどを、マフサティーはうたっている。同時に、死や神、性についても扱っており、これらの主題は別の題材をうたった詩にも通底している。マフサティーは詩のために、性別の垣根を超え、女なら、あるいは男ならかくあるべしという社会規範を破ることを躊躇しなかった。同時代に隆盛を極めた、ペルシア語詩のアゼルバイジャン派にはマフサティーは与せず、真に前衛的な詩人の一人であったといえる。
マフサティーの活動した時代は、アゼルバイジャンの文化・文学の「黄金時代」とされ、ニザーミー、ハーカーニーのほか、ファラキ・シルヴァニー、ムジラッディーン・バイラカーニー、アブル・アラー・ガンジャヴィーといった詩人が次々登場し、生まれた時代が違えば名を遺したであろう多くの詩人が無名のまま終わった時代であった。その中にあっても、マフサティーは重要な位置を占め、忘れてはならない花形の一人となっている。マフサティーが卓越した存在たり得たのは、マフサティーが女性であることも理由の一つであるが、それは単に女性であるからではなく、女性らしい精神、温情や熱情が反映された詩をうたい、しかもそれが豊かで多才である点で、優れた独創性があったからである。マフサティーについての研究書を執筆したラファエル・ホセイノフは、8世紀から続くルバーイーの歴史上、マフサティーが『ルバーイヤート』で有名なオマル・ハイヤームと並んで最高峰であるとしている。

## 後世への影響

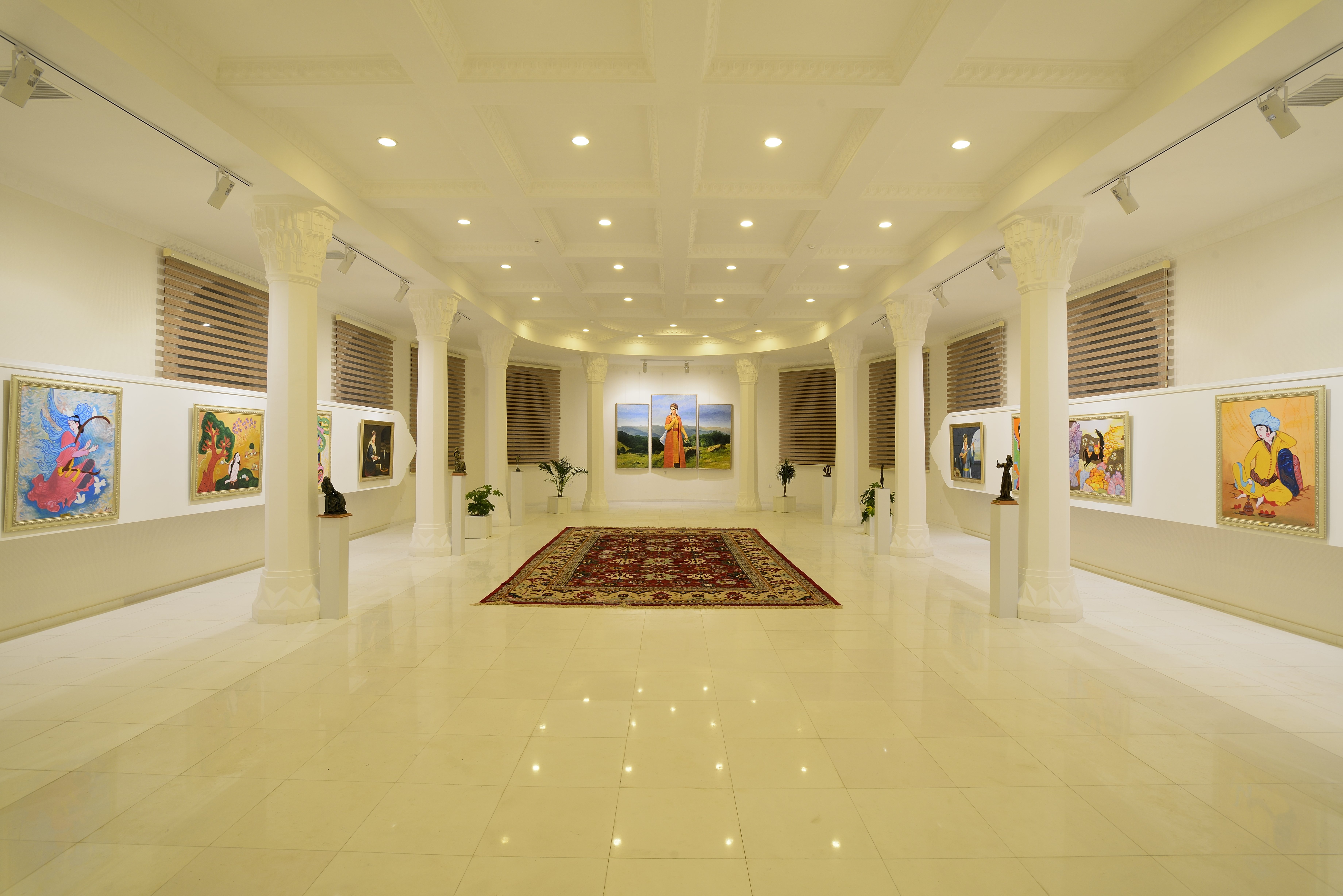
マフサティー・ガンジャヴィー・センター

ロンドンのヴィクトリア・アンド・アルバート博物館が所蔵する陶磁器の鉢の一つには、ルバーイーの詩句があしらわれており、考古学者のフィロウツ・バガルザーデはこのルバーイーを、マフサティー作の可能性が高いとしている。shahrāshūb の名手であったマフサティーの詩は、ペルシアの七彩（Haft-rang）の陶工にも好まれたものとみられる。
20世紀以降、マフサティーを主人公とする叙事詩『マフサティーとアミール・アフマド』を下敷きとして、マフサティーにささげられた歌劇が3作制作されている。他にも、演劇や、マフサティーの詩句を取り入れた歌、マフサティーの詩に曲をつけたものなど、音楽分野を中心にマフサティーの影響を受けた作品が多数生み出されている。
2013年、UNESCOはマフサティーの900年記念を世界規模で祝賀することを決定し、翌年にかけてパリをはじめとしたいくつかの都市で記念行事が開催された。その一環で、マフサティーの地元であるガンジャには、2014年に美術館マフサティー・ガンジャヴィー・センターが開館した。